# Polunbi-Katalog
Polunbi ist die Abkürzung für „Zentralpolizeistelle zur Bekämpfung Unzüchtiger Bilder, Schriften und Inserate bei dem Preußischen Polizeipräsidium in Berlin“.
Der von ihr ab 1920 herausgegebene sogenannte Polunbi-Katalog, genauer das „Verzeichnis der auf Grund des § 184 des Reichsstrafgesetzbuchs eingezogenen und unbrauchbar zu machenden sowie der als unzüchtig verdächtigten Schriften“ war in der Zeit der Weimarer Republik ein halboffizielles Verzeichnis indizierter Schriften. Ab der 2. Auflage sind nicht nur indizierte Schriften aufgeführt, sondern alle Schriften, gegen die Polunbi tätig wurde mit einem Vermerk, ob das Werk schließlich eingezogen oder wieder freigegeben wurde.

## Ausgaben
- Verzeichnis der auf Grund der §§ 184 Ziffer 1,41 Reichsstrafgesetzbuches rechtskräftig unbrauchbar zu machenden unzüchtigen Schriften. Als Ms. gedruckt. Hrsg. von der Deutschen Zentralpolizeistelle zur Bekämpfung Unzüchtiger Bilder und Schriften bei dem Preußischen Polizeipräsidium in Berlin. Reichsdruckerei, Berlin 1920, 102 S.
- Nachtrag 1 zur 1. Aufl. Reichsdruckerei, Berlin 1920/21, 13 S.
- Verzeichnis der auf Grund des § 184 des Reichsstrafgesetzbuchs eingezogenen und unbrauchbar zu machenden sowie der als unzüchtig verdächtigten Schriften. 2., erw. Aufl., als Ms. gedr. Reichsdruckerei, Berlin 1926, 228 S.
- Nachtrag 1 zur 2. Aufl. Reichsdruckerei, Berlin 1926, 88 S.
- Verzeichnis der auf Grund des § 184 des Reichsstrafgesetzbuchs eingezogenen und unbrauchbar zu machenden sowie der als unzüchtig verdächtigten Schriften. Nachtrag 2 / 3. Aufl. Reichsdruckerei, Berlin 1936, 158 S.